# Rosensteinbrücke (Eisenbahnbrücke)
Die Rosensteinbrücke ist eine Eisenbahnbrücke, die im Zuge der Filstalbahn über den Neckar führt und dabei den Rosensteintunnel mit dem Bahnhof Stuttgart-Bad Cannstatt verbindet.

## Vorgänger

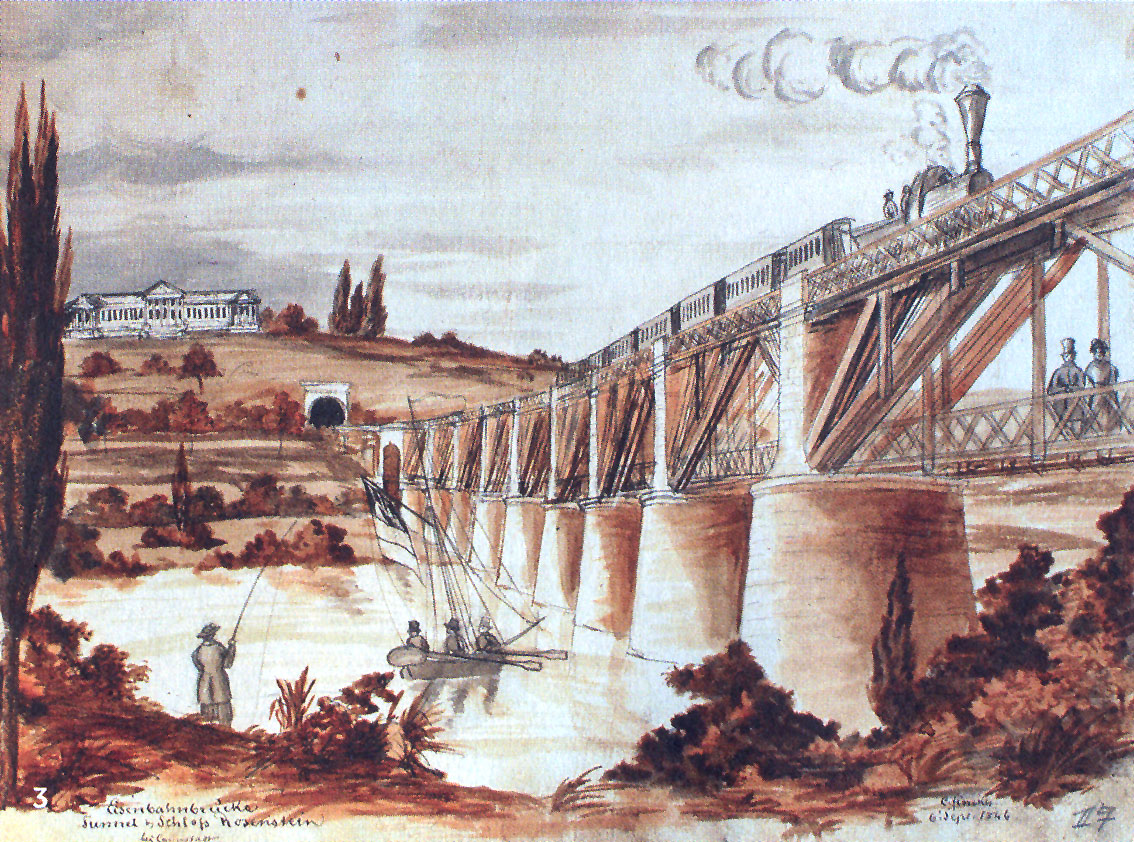
Die hölzerne Rosensteinbrücke 1846

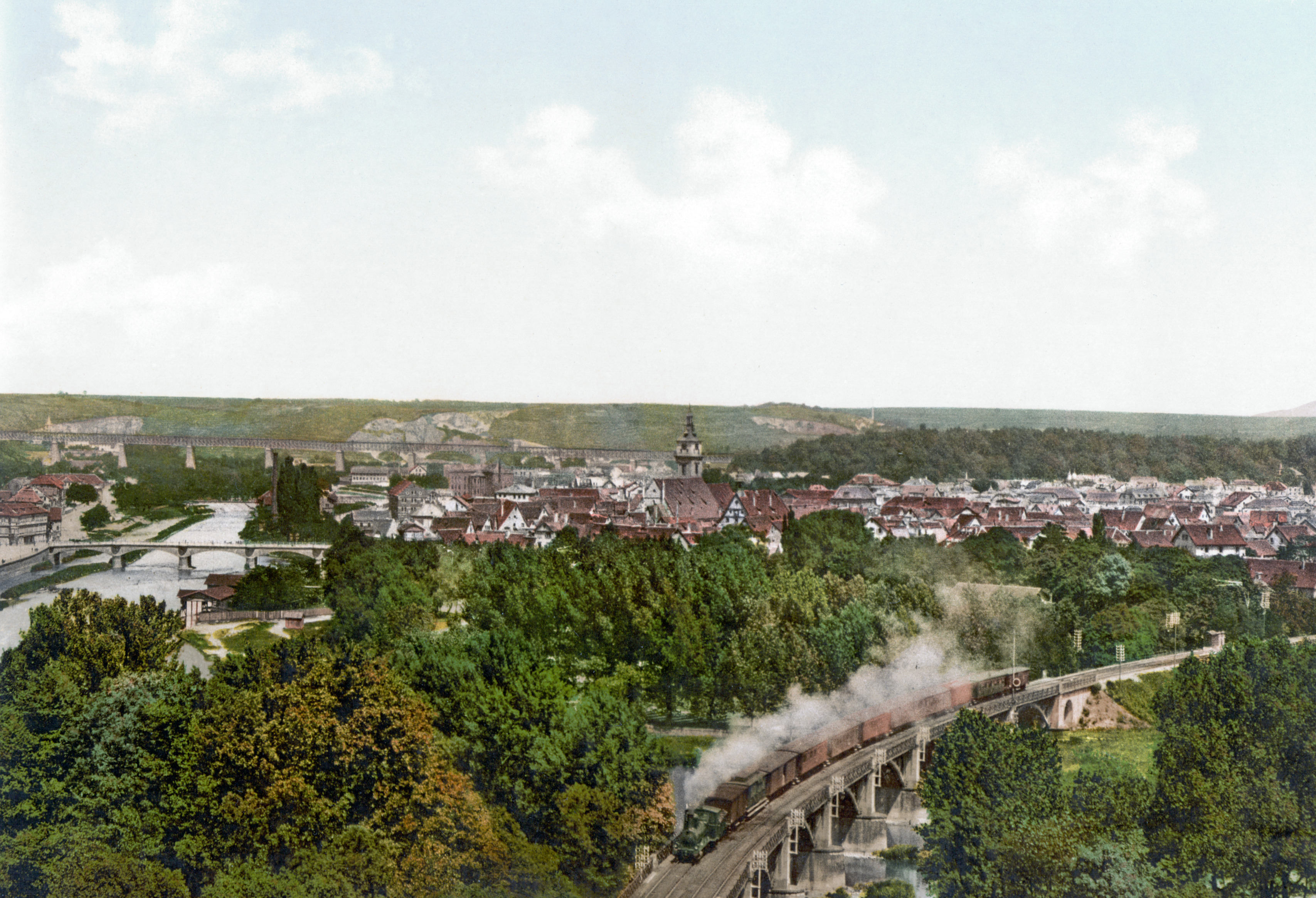
Cannstatt um 1900, im Vordergrund die Rosensteinbrücke, im Hintergrund der König-Wilhelm-Viadukt

Die erste Eisenbahnbrücke dieses Namens wurde im Rahmen der Zentralbahn gebaut und 1846 in Betrieb genommen. Die 260 m lange, zweigleisige Brücke ruhte auf acht Mittelpfeilern, wobei die Sprengwerke in Holzbauweise ausgeführt waren. 1858 wurde diese durch eine gusseiserne Brücke ersetzt.

## Bau
Der Bau der neuen Brücke und des neuen Tunnels wurde 1911 gemeinsam durch die Generaldirektion der Königlich Württembergischen Staats-Eisenbahnen ausgeschrieben, um auf der Cannstatter Strecke ein drittes und viertes Gleis für den Stuttgarter Vorortverkehr anlegen zu können. Für 2,5 Millionen Mark, entsprechend einem heutigen Gegenwert von etwa 17 Millionen Euro, erhielt die Karlsruher Niederlassung der Dyckerhoff & Widmann AG den Zuschlag. Architekt war Martin Mayer, der auch das Empfangsgebäude des Bahnhofs Stuttgart-Bad Cannstatt entworfen hat. Ihre Länge beträgt 244,03 m. Die Brücke wurde vollständig in Beton ausgeführt, insbesondere an den Pfeilern wurde sie teilweise mit Naturstein verkleidet, die übrigen Flächen sind als Sichtbeton ausgestaltet. Sie überspannt den Neckar in sieben unregelmäßigen Bögen zwischen 16 und 61,6 Metern Weite und beschreibt dabei eine Kurve mit einem Radius von 500 Metern. In Richtung Bad Cannstatt besteht dabei ein regelmäßiges Gefälle von 5,6 Promille.
Die beiden Gleispaare auf der Brücke erhielten einen Gleisabstand von 3,50 Metern der sich Richtung Bahnhof Bad Cannstatt auf 7,50 Meter aufweitet. Bei der Ausfahrt aus dem Rosensteintunnel haben die beiden inneren Gleise einen Abstand von 5,80 Metern, der sich zunächst auf 4,00 Meter verengt und dann Richtung Bad Cannstatt wieder auf 4,80 Meter verbreitert. Die Pfeiler 2 und 5 wurden verbreitert, um die Ein- und Ausfahrsignale des Bahnhofs Bad Cannstatt und des Rosensteintunnels aufzunehmen. Die Länge der Brücke beträgt 322,3 Meter, die Breite beträgt zunächst 17,90 Meter, verengt sich dann auf 15,0 Meter, um vor dem Bahnhof eine Breite von 24,0 Metern zu erreichen.
Die Bauarbeiten begannen im Sommer 1911 zunächst auf der Cannstatter Seite, am linken Widerlager wurden die Arbeiten im April 1912 aufgenommen. Im Herbst 1913 wurden die Arbeiten wegen ungünstiger Witterung unterbrochen und im Frühjahr 1914 abgeschlossen. Insgesamt wurden 40.000 m³ Beton eingebracht, die Baukosten betrugen 1,6 Millionen Mark.
Am 25. November 1915 wurde die Brücke gemeinsam mit dem Rosensteintunnel in Betrieb genommen.

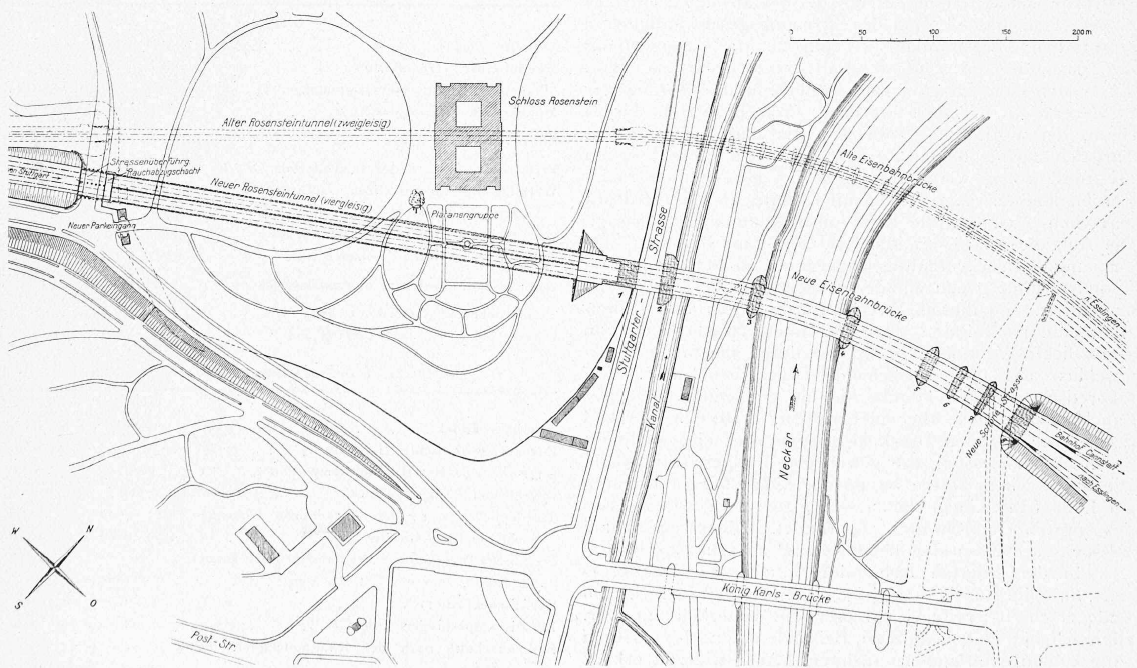
Lage der neuen und alten Rosensteinbrücke
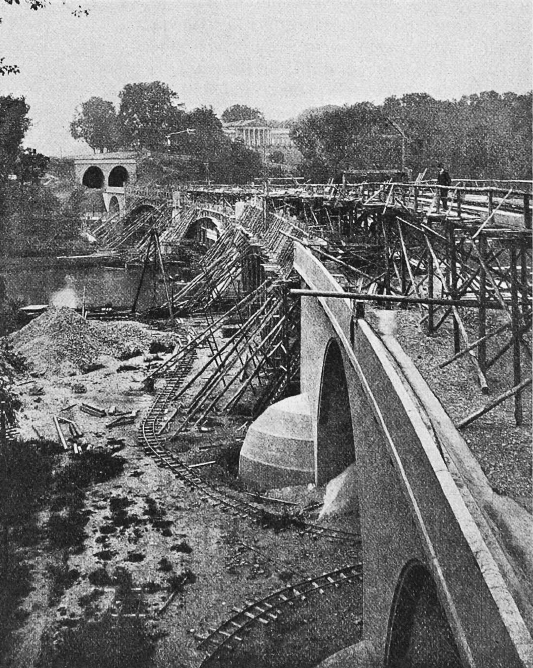
Rosensteinbrücke im Bau, im Hintergrund Portal des Rosensteintunnels und Schloss Rosenstein, August 1913
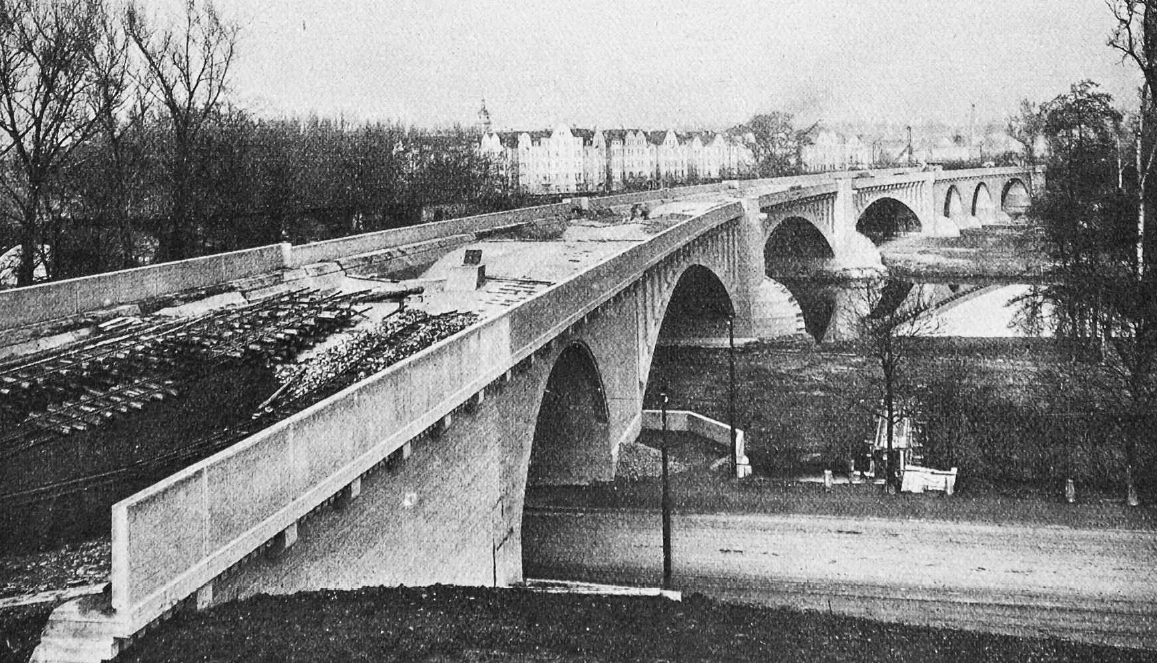
Blick über die Brücke Richtung Cannstatt, Februar 1914

## Zweiter Weltkrieg
Bei alliierten Luftangriffen im Zweiten Weltkrieg wurde 1944 auch die Rosensteinbrücke getroffen. Am Morgen des 21. April 1945 wurden die beiden mittleren Bögen vor dem Einrücken alliierter Truppen gesprengt. Ab 9. Mai 1945 verband eine US-amerikanische Pionierbrücke die beiden Neckarufer auf Höhe des Bahnhofs Bad Cannstatt. Zwischen 23. November 1945 und 13. Juli 1946 wurde ein Pendelverkehr zwischen Stuttgart Hauptbahnhof und der provisorischen Einstiegsstelle Rosensteintunnel (Streckenkilometer 2,2) angeboten. Am 13. Juni 1946 wurde eine eingleisige Behelfsbrücke in Betrieb genommen. Ab 1949 stand die Brücke wieder mit vier Gleisen zur Verfügung.

## Stuttgart 21

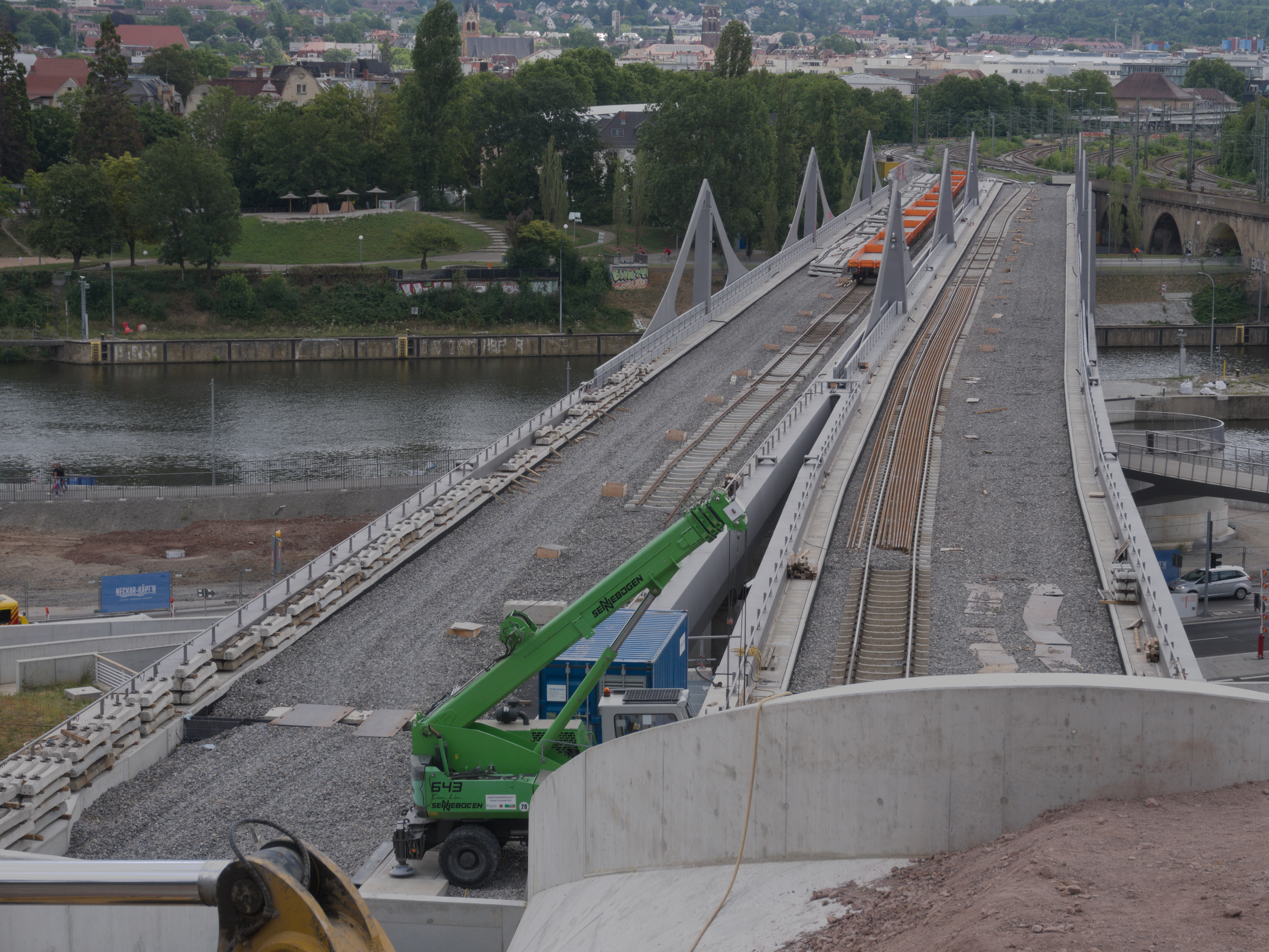
Neue Rosensteinbrücke, Rohbau 2022

Die Brücke wird im Zuge des Projekts Stuttgart 21 durch eine neue Neckarbrücke ersetzt. Ihr Rückbau ist nicht Gegenstand des Planfeststellungsverfahrens. Ursprünglich (Variante S5 des Stuttgart-21-Vorprojekts von 1995) war vorgesehen, die Rosensteinbrücke zu erhalten und unter laufendem Betrieb zu sanieren. Ein Erhalt der alten Brücke, verbunden mit einer Überlassung an die Stadt Stuttgart, wurde 2015 erwogen. Planungsvorschläge sehen eine Umnutzung der alten Brücke vor.
Unterhalb des für die Züge vorgesehenen Fahrbahnkörpers der neuen Brücke wurde ein Übergang für Radler und Fußgänger eingerichtet, der im April 2021 eröffnet wurde.